# Аль-Мансур Яхья
Яхья ибн Ахмад аль-Мансур (араб. يحيى أحمد المنصور‎) или аль-Мансур Яхья (ум. в 976 г.) — имам Зайдитского государства в Йемене. Считается, что его время пребывания на посту с 934 по 976 года.
Яхья бин Ахмед был пятым сыном имама ан-Насир Ахмад. Ещё до смерти ан-Насира в 934 году, трое из его сыновей сильно поссорились между собой. Хотя имамат Зайдитов не был строго наследственным, а зависело от личной квалификации и происхождения от Мухаммеда, преемственность, как правило, шла от конкретной семьи произошедшей от аль-Касим ар-Расси (умер в 860 г.) и его внука аль-Хади иля-ль-Хакк Яхъя (умер в 911 г.). Два сына ан-Насир, аль-Мантахэб аль-Хасан (умер в 936 г.) и аль-Мухтар аль-Касим (умер в 956 г.), оспаривал сан имама. Ни один из них не признается как правильный имама в более поздних хрониках Зайдитов. Их самый младший брат (пятый брат) аль-Мансур Яхъя, с другой стороны, считается имамом с 934 до его смерти в 976 году. Внутренние разногласия среди Зайдитов подчеркивали поведение племенных групп севера йеменского высокогорья, которые поддерживал одну или другую сторону в зависимости от их интересов. Немного подробностей известны о аль-Мансур Яхья, а в политике в области высокогорья Йемена преобладали соперники Яфуридов. После его смерти, сан имама наследовал его сын ад-Даи Юсуф.